# ラスト・マップ/真実を探して
『ラスト・マップ/真実を探して』（ラスト・マップ/しんじつをさがして、Around the Bend）は、2004年のアメリカ合衆国のドラマ映画。
ジョーダン・ロバーツ監督が自らの父親との関係をもとに、ある4世代の一家を描いたロードムービーである。出演はジョシュ・ルーカスとクリストファー・ウォーケンなど。日本劇場未公開だが、2005年9月2日にDVDが発売された。

## ストーリー
ロサンゼルスのレア家は、家長のヘンリーとその孫で足の悪い銀行員ジェイソン、そしてジェイソンの1人息子ザックの男だけの3人暮らし。年老いたヘンリーは弱っており、住み込みのデンマーク人看護師カトリーナが面倒を看ていた。
ある日、ジェイソンが足を悪くし、母を亡くした自動車事故以来、30年もの間、行方不明だったジェイソンの父ターナーが現れる。息子との再会にヘンリーは泣いて喜ぶが、感動も束の間、ヘンリーが急に亡くなる。その遺言に、遺灰を指定した場所に撒くようにと書かれていたことから、ターナー、ジェイソン、ザックの3人はオンボロのバンで旅に出ることになる。しかしジェイソンは幼かった自分を捨てて30年も姿を消していた父ターナーに距離を感じ、何かとぶつかってしまう。
一方、カトリーナが留守を守るレア家にFBI捜査官がターナーを訪ねてやってくる。また、ザックを心配したジェイソンの別居中の妻サラもレア家にやってくる。捜査官によるとターナーは囚人だが身体を悪くし、収監されていた病院から抜け出していたのだ。
ターナーたちはヘンリーの遺言に従い、様々な場所で遺灰を撒く。ところが、最終的な行き先がアルバカーキと知ったターナーは逃げるようにジェイソンたちの前から姿を消す。またホームシックになったザックを、ジェイソンは迎えに来たサラに預けるが、その際にサラからターナーの余命がわずかであることを聞かされる。残ったジェイソンは1人でアルバカーキーを目指す。
目指した先にはターナーが待っていた。そこはかつてターナーがジェイソンと暮らしていた場所だった。そしてジェイソンは、自分の足の怪我が母の亡くなった交通事故によるものではなく、薬物中毒だったターナーが幼かったジェイソンを階段から投げ捨てたことによるものだと聞かされる。激しいショックを受けたジェイソンだったが、ヘンリーの遺言通りに、そこで遺灰を撒く。そしてターナーがどうしても行きたがっていた、ジェイソンの母と結ばれ、ジェイソンを宿したという岩にターナーを連れて行こうとするが、その途中でターナーは息絶える。
ザックを連れて岩にやって来たジェイソンはそこでターナーの遺灰を撒く。そして、かつてのターナーのようにザックは激しく踊る。

## キャスト
ヘンリー・レア
演 - マイケル・ケイン、吹替 - 中村正
レア家の家長。変わり者。孫とひ孫の3人で暮らしている。
ターナー・レア
演 - クリストファー・ウォーケン、吹替 - 原康義
ヘンリーの息子。自動車事故で妻を亡くして以来、30年もの間、行方不明だった。
ジェイソン・レア
演 - ジョシュ・ルーカス、吹替 - 室園丈裕
ターナーの息子。銀行員。妻サラとは別居中。
幼い頃の自動車事故がもとで足を引きずっている。
ザック・レア
演 - ジョナ・ボボ、吹替 - 上村祐翔
ジェイソンの1人息子。
カトリーナ
演 - グレン・ヘドリー、吹替 - 石川悦子
ヘンリーの看護師。レア家住み込み。デンマーク人。ホラー映画好き。

## 作品の評価
Rotten Tomatoesによれば、批評家の一致した見解は「『ラスト・マップ/真実を探して』は真面目な世代ドラマを目的地に設定しているが、そこに到達するまでのルートは最も独創性のないものに甘んじており、陳腐な感傷へと道を踏み外している。」であり、98件の評論のうち高評価は29%にあたる28件で、平均点は10点満点中4.90点となっている。
Metacriticによれば、31件の評論のうち、高評価は7件、賛否混在は18件、低評価は6件で、平均点は100点満点中46点となっている。